# Fontaine du Point du Jour
La fontaine du Point du jour est une fontaine du parc du château de Versailles. 
Elle se situe à l'angle sud-ouest du parterre d'Eau, face au parterre du Midi. Elle est constituée de deux sculptures en bronze de Jacques Houzeau représentant un chien limier abattant un cerf et un tigre terrassant un ours. 
Quatre statues de marbre dont trois issues de la Grande Commande en décorent l'extérieur :
- L'Eau, par Pierre Le Gros ;
- Le Printemps par Philippe Magnier ;
- Le Point du Jour, par Gaspard Marsy ;
- Ariane endormie par Corneille Van Clève.